# Trident (misil)

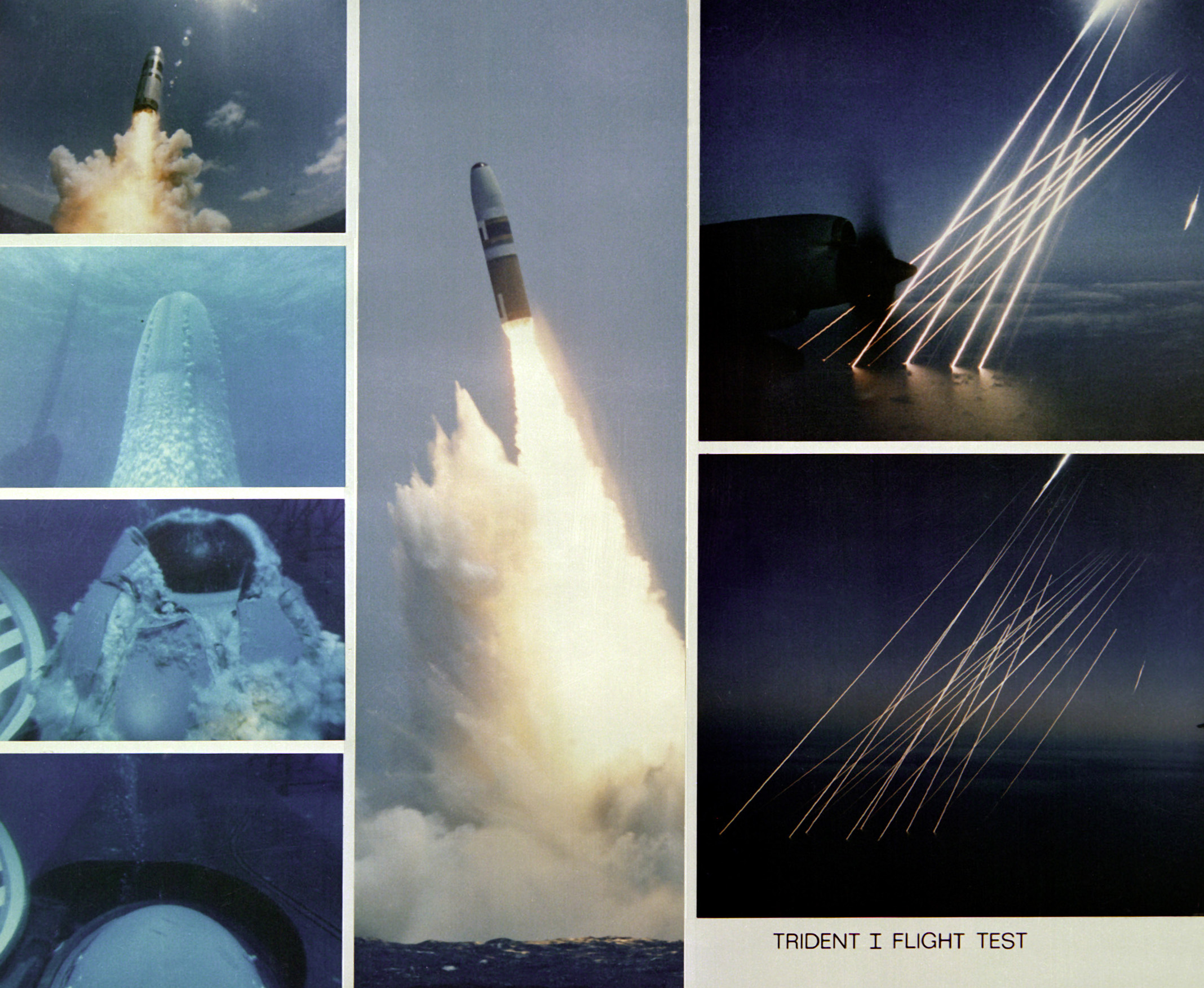
El lanzamiento de un misil Trident I C-4 del sumergido USS Francis Scott Key y los vehículos de reentrada que se sumergen en el Océano Atlántico, 1981

El misil Trident es un misil balístico lanzado por submarinos (SLBM) equipado con múltiples vehículos de reentrada independientemente orientables (MIRV). Originalmente desarrollado por Lockheed Missiles and Space Company, el misil está armado con ojivas termonucleares y es lanzado desde los submarinos de misiles balísticos de propulsión nuclear (SSBN). Los misiles Trident son llevados por catorce submarinos  Clase Ohio de la Armada de los Estados Unidos, y cuatro submarinos de la Clase Vanguard de la Royal Navy británica. El misil lleva el nombre del tridente mitológico de Neptuno.